# Võru vald
Võru (Estisch: Võru vald) is een gemeente in de Estische provincie Võrumaa. De gemeente telde 10.310 inwoners op 1 januari 2024 en heeft een oppervlakte van 952,29 vierkante kilometer.
In oktober 2017 zijn de gemeenten Lasva, Orava, Sõmerpalu en Vastseliina bij Võru vald gevoegd.
De landgemeente telt 182 dorpen en vijf wat grotere plaatsen met de status van alevik (vlek): Kose, Parksepa, Sõmerpalu, Vastseliina en Väimela. Võru vald is een zogenaamde "ringgemeente" (rõngasvald), een gemeente rondom een plaats die als bestuurscentrum fungeert, maar er zelf niet bijhoort, in dit geval de stad Võru.
In Väimela ligt een voormalig landgoed, dat in 1590 voor het eerst werd genoemd. In het 19de-eeuwse hoofdgebouw vestigde zich in 1922 een landbouwschool. Het is thans in gebruik bij de opvolger daarvan, een school voor beroepsonderwijs (Võrumaa Kutsehariduskeskus).
Bij Kirumpää, direct ten noorden van de stad Võru, bevinden zich aan de rivier de Võhandu de overblijfselen van een burcht. Deze was in het bezit van de bisschop van Tartu en werd in 1322 voor het eerst genoemd, toen hij door de Litouwse vorst Gediminas werd verwoest. Na herbouw en nieuwe belegeringen vond de definitieve verwoesting plaats in 1658.
Bij Paidra staat een monument op de plek waar August Sabbe in 1978 bij zijn aanhouding een eind aan zijn leven maakte. Sabbe was de laatste actieve Woudbroeder, zoals in de Baltische landen de partizanen genoemd worden die zich tegen het Sovjetbewind verzetten.

## Spoorlijnen
De spoorlijn Valga - Petsjory loopt over het grondgebied van de gemeente. In 2001 is het reizigersverkeer op deze lijn gestaakt, wel vindt er nog goederenvervoer plaats. De plaatsen Kurenurme, Sõmerpalu, Vagula, de stad Võru, Nõnova, Husari, Otsa, Lepassaare, Tuderna en Piusa hadden een station aan de lijn. Alleen Piusa wordt in de zomermaanden nog bediend door een trein vanuit Koidula, de plaats waar de spoorlijnen Valga-Petsjory en Tartu-Petsjory samenkomen.
Orava heeft een station aan de spoorlijn Tartu-Petsjory.

## Plaatsen
De gemeente telt:
- vijf plaatsen met de status van alevik (vlek): Kose, Parksepa, Sõmerpalu, Väimela en Vastseliina;
- 183 plaatsen met de status van küla (dorp): Alakülä, Alapõdra, Andsumäe, Haamaste, Haava, Haava-Tsäpsi, Haidaku, Halla, Hanikase, Hänike, Hannuste, Hargi, Heeska, Heinasoo, Hellekunnu, Hinniala, Hinsa, Holsta, Horma, Husari, Hutita, Illi, Indra, Jantra, Järvere, Jeedasküla, Juba, Juraski, Kaagu, Kääpa, Käätso, Kahkva, Kahro, Kaku, Kakusuu, Kamnitsa, Kanariku, Kannu, Käpa, Kapera, Kärgula, Kärnamäe, Kasaritsa, Keema, Kerepäälse, Kirikumäe, Kirumpää, Kliima, Kõivsaare, Kolepi, Kõliküla, Koloreino, Kõo, Kõrgessaare, Korgõmõisa, Kornitsa, Kõrve, Kõvera, Kühmamäe, Külaoru, Kündja, Kurenurme, Kusma, Lakovitsa, Lapi, Lasva, Lauga, Lehemetsa, Leiso, Lepassaare, Liinamäe, Liiva, Lilli-Anne, Lindora, Linnamäe, Listaku, Lompka, Loosi, Loosu, Luhte, Luuska, Madi, Madala, Mäe-Kõoküla, Mäekülä, Mäessaare, Majala, Marga, Meegomäe, Meeliku, Mõisamäe, Mõksi, Möldri, Mõrgi, Mustassaare, Mustja, Mutsu, Navi, Nõnova, Noodasküla, Nooska, Oleski, Orava, Oro, Ortuma, Osula, Otsa, Pääväkese, Paidra, Päka, Palometsa, Paloveere, Pari, Pässä, Peraküla, Perametsa, Pikakannu, Pikasilla, Pille, Pindi, Piusa, Plessi, Praakmani, Pritsi, Puiga, Pulli, Punakülä, Puusepa, Puutli, Raadi, Raiste, Räpo, Raudsepa, Rauskapalu, Rebasmäe, Riihora, Roosisaare, Rõssa, Rummi, Rusima, Saarde, Saaremaa, Savioja, Sika, Soe, Soena, Sõmerpalu (dorp), Sooküla, Sulbi, Sutte, Suuremetsa, Tabina, Tagaküla, Tallikeste, Tamme, Tammsaare, Tellaste, Tiri, Tohkri, Tootsi, Tsolgo, Tsolli, Tuderna, Tüütsmäe, Udsali, Umbsaare, Vaarkali, Vagula, Väiso, Vana-Nursi, Vana-Saaluse, Vana-Vastseliina, Varese, Vatsa, Verijärve, Viitka, Villa, Vivva, Voki, Voki-Tamme, Võlsi, Võrumõisa en Võrusoo.

## Foto's

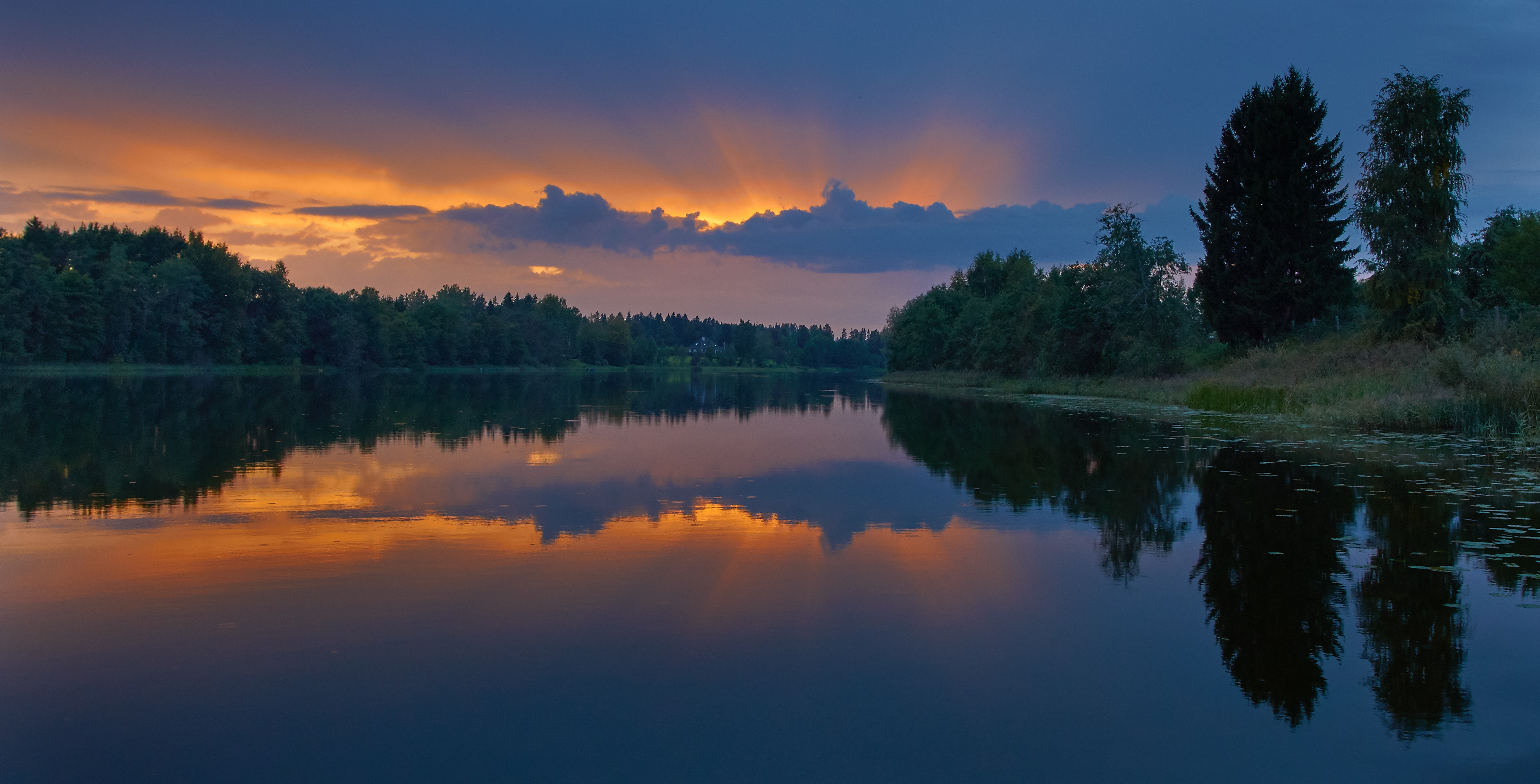
Het meer Väimela mäejärv
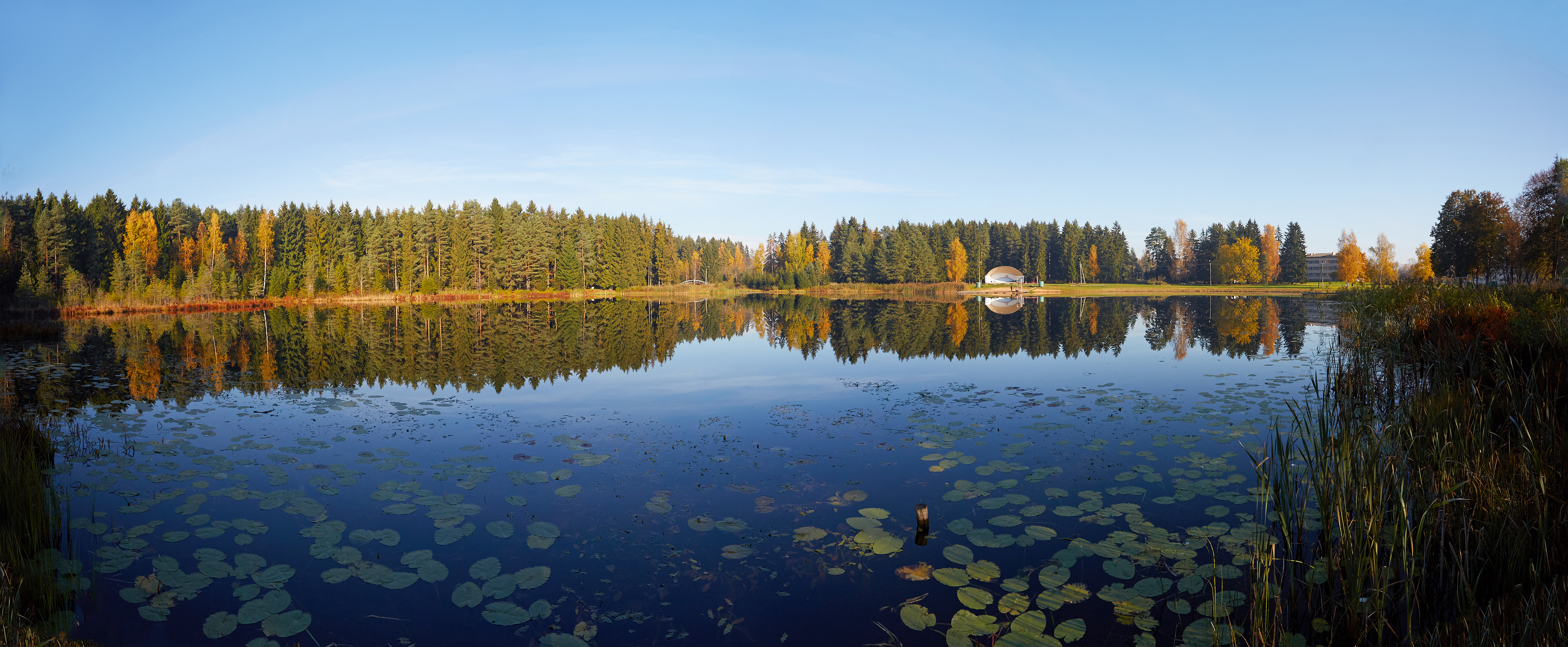
Het meer Kanariku järv
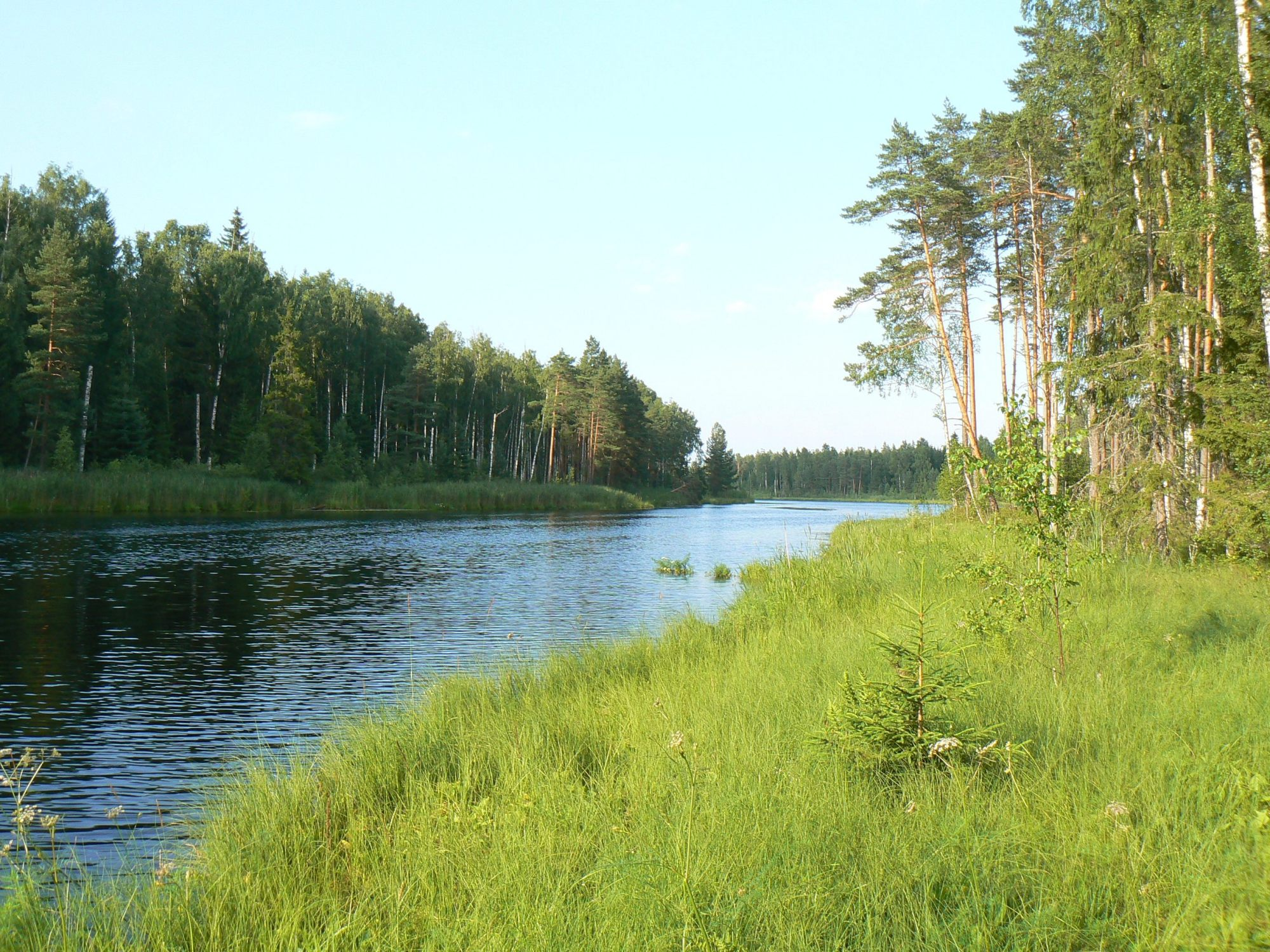
Het meer Orava mustjärv
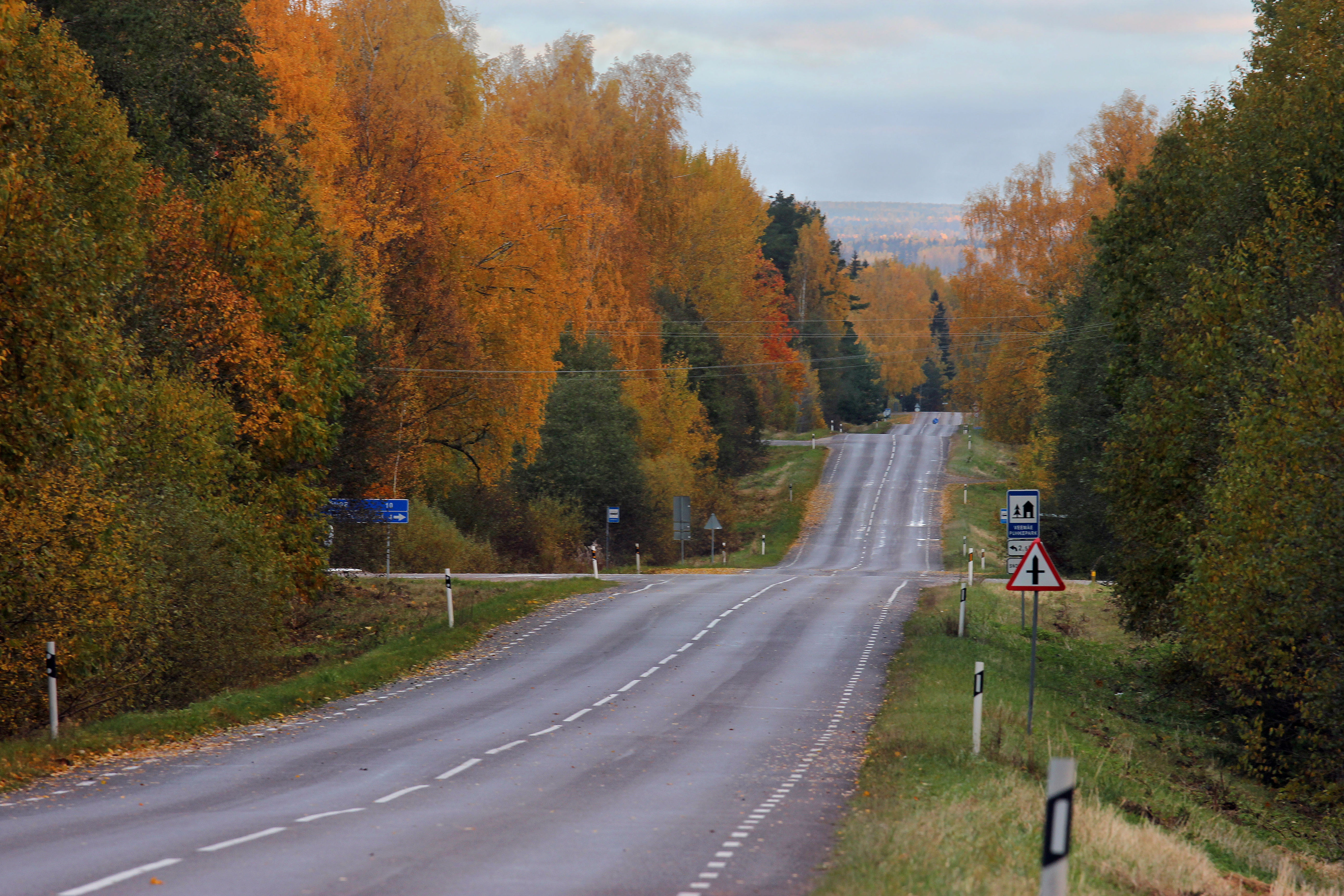
De weg tussen Kose en Käbli bij Kasaritsa
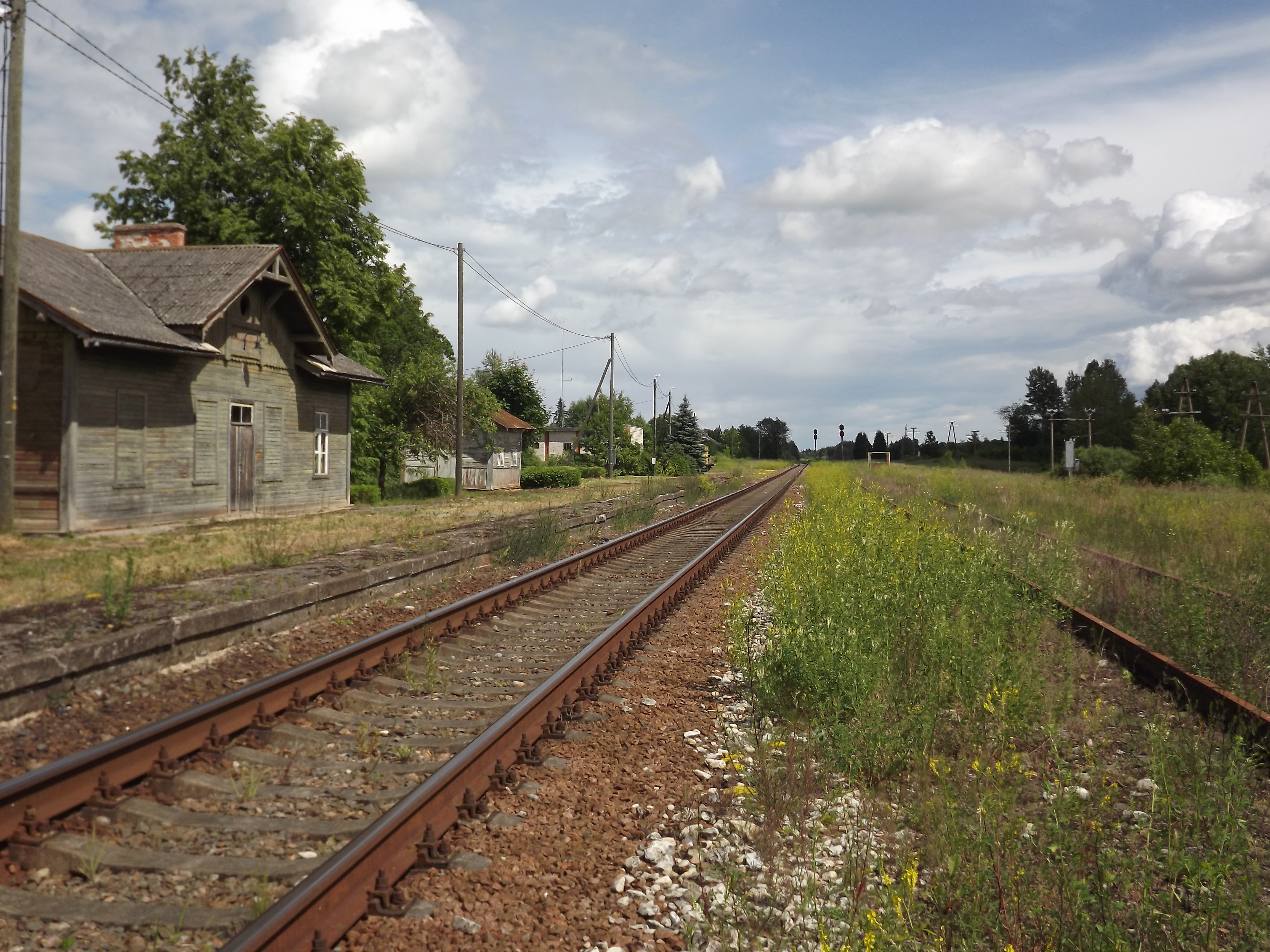
Het station van Lepassaare anno 2013
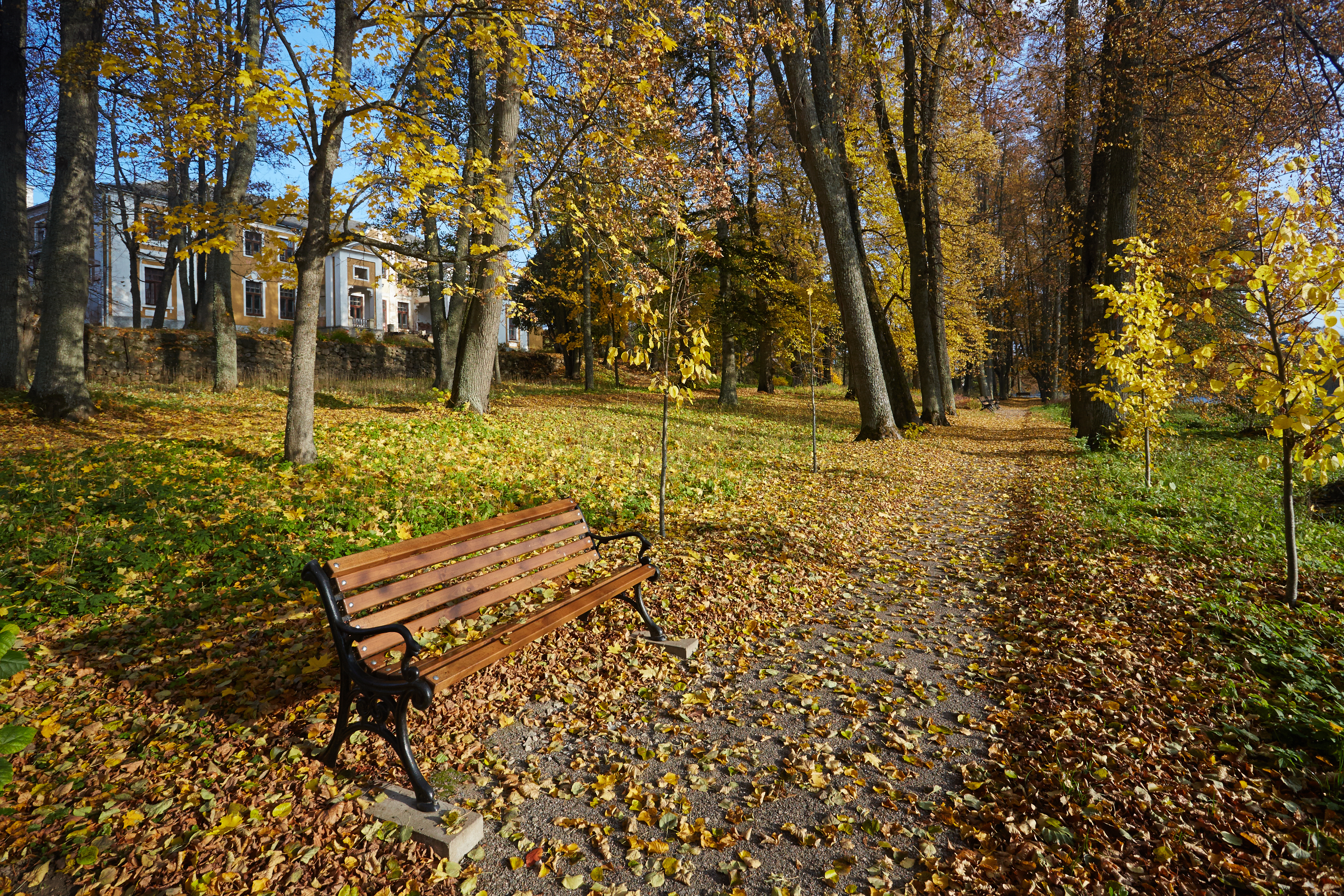
Het park van het vroegere landgoed Väimela

Stadsgemeente: Võru

Landgemeenten: Antsla · Rõuge · Setomaa · Võru vald